# Findon
Findon – wieś w Anglii, w hrabstwie West Sussex, w dystrykcie Arun. Leży 27 km na wschód od miasta Chichester i 74 km na południe od Londynu. W 2001 miejscowość liczyła 1848 mieszkańców.